# Kettleman City (Kalifornija)
Kettleman City je naseljeno područje za statističke svrhe u američkoj saveznoj državi Kalifornija. Prema popisu stanovništva iz 2010. u njemu je živjelo 1.439 stanovnika.